# Midloo (schip)
De Midloo was een schip van de Vereenigde Oostindische Compagnie uit de 18e eeuw dat werd gebouwd in opdracht van de Kamer van Amsterdam.
Op 8 maart 1719 werd tijdens de voorjaarsvergadering van de Heren XVII besloten om zeven schepen te bouwen. Op diezelfde vergadering kregen de schepen ook hun naam: de Bleijenburg, Midloo, Ravenstein, Nieuwvliet, Goudriaan, Valkenbos en de Magdalena.
Het schip werd in 1719 gebouwd op de VOC-werf in Amsterdam en was 145 voet lang met een laadvermogen van 800 ton.

## Reisgegevens
Op 21 november 1720 maakte het schip zijn eerste reis onder schipper Hendrik de Vries, van Texel via Kaap de Goede Hoop naar Batavia waar het op 2 september 1721 arriveerde. Daarna volgden van 1723 tot 1728 nog twee reizen naar Ceylon.
Van 26 juli tot 3 augustus 1730 kwam de Midloo samen met de Patmos in slecht weer terecht en moesten ze vanwege tegenwind de haven van Deshima worden binnengesleept. Op 10 november probeerden beide schepen te vertrekken maar moesten terugkeren vanwege tegenwind en de Midloo verloor daarbij een anker. Op 12 november kon dan toch vertrokken worden naar Batavia waar ze op 17 december 1730 aankwamen.
Het schip vertrok op 1 januari 1732 vanaf Batavia maar verging op 28 september 1732 voor de kust van Vlieland waarbij slechts 17 bemanningsleden werden gered. 
Aagtekerke · Akerendam · Amsterdam · Arnhem · Batavia · Bleijenburg · Concordia · De Dry Heuvels · De Dry Papegaijtiens · Dromedaris · Duyfken · Eendracht · Eendraght · Fortuyn · Geldermalsen · Gouden Buys · Goudriaan · 't Gulden Zeepaert · Halve Maen · Hof van Zeelandt · Hollandia · Landskroon · Leeuwin · Magdalena · Mauritius · Meermin · Midloo · Negotie · Nieuw Hoorn · Nieuwvliet · Nijenburg · Oude Zijpe (1711) · Oude Zijpe (1740) · Prins Willem · Rarop · Ravenstein · Ridderschap van Holland · Saerdam · Schiedam · Valkenbos · Vergulde Draeck · 't Vliegend Hert · Voetboog · Wapen van Amsterdam · 't Wapen van Hoorn · Westerbeek · Wimmenum · Zuytdorp · Zeewijk